# Hildegrim II.
Hildegrim II. († 21. Dezember 886) war von 853 bis 886 der vierte Bischof von Halberstadt.
Der Neffe des Heiligen Liudger wurde nach dem Tod von Bischof Haymo 853 dessen Nachfolger in Halberstadt. Hildegrim II. vollendete die Bauarbeiten an dem angeblich bereits unter Hildegrim I. begonnenen Dom, der seit 853 um eine Krypta erweitert worden war. Am 5. November 859 weihte er das Gotteshaus Jesus Christus und dem Heiligen Stephan, dessen Armreliquie er aus diesem Anlass zusammen mit einer Vielzahl von Reliquien anderer Heiliger in den Hochaltar einmauern ließ. Für eine Synode in Köln und die Synode von Worms, die langwirkende kirchenrechtliche Beschlüsse fasste, ist seine Anwesenheit belegt. Nach 863, aber vor dem Jahr 877 wurde Hildegrim – wie die Bischöfe vor ihm – Abt des Klosters Werden. Dort weihte er 875 die Erlöserkirche, trieb den Turmbau voran und stellte das Kloster 877 unter den Schutz des Königs. Den Mönchen sicherte er für die Zeit nach seinem Tod das Recht der freien Abtswahl zu. Weiter war er Abt des Klosters Helmstedt.
Nach seinem Ableben wurde Hildegrim II. wie seine Vorgänger nicht in Halberstadt, sondern in der Liudgeridenkrypta des Klosters Werden beigesetzt.